# Godzinki wilanowskie
Godzinki wilanowskie (łac. Officium parvum Beatae Mariae Virginis ad usum Ecclesiae Romanae) – bogato zdobiony manuskrypt godzinek z połowy XV w., znajdujący się w zbiorach Biblioteki Narodowej w Warszawie.

## Historia
Manuskrypt powstał w połowie XV wieku. Pochodzi prawdopodobnie z północnej Francji (być może z Pikardii), na co wskazują imiona świętych umieszczone w kalendarzu liturgicznym. Na początku XIX w. (prawdopodobnie w latach 1808–1809) kodeks został zakupiony we Francji przez Stanisława Kostkę Potockiego. Przechowywany był następnie w Bibliotece Wilanowskiej, zaś w 1923 trafił z jej zbiorami do Biblioteki Narodowej. W 1939 został ewakuowany do Kanady, skąd wrócił w 1959. Obecnie w zbiorach Biblioteki Narodowej nosi sygnaturę Rps 8004 II (dawniejsze sygnatury manuskryptu to:  Nr. 72., Wil. D.XXIX.1.3, Wil. 869.Qu., BN akc. 7522).

## Opis
Manuskrypt zalicza się do luksusowych modlitewników prywatnych. Kodeks, spisany na pergaminie, ma wymiary 23×16,5 cm. Składa się ze 191 kart. Skórzana oprawa została wykonana w XVIII/XIX wieku.
Na bogate zdobienia składa się:
- 10 całostronicowych miniatur, otoczonych ramkami i bordiurami, przedstawiających postacie ludzkie[1][2]
- zdobienia kart otwierających każdą z 14 części Godzinek w postaci dużego inicjału, ramki otaczającej tekst i bordiury z wijących się wici roślinnych i listków, stworzone przez Mistrza Przywilejów Gandawskich[1]
- 5 inicjałów figuralnych w części 12[1]
- pionowe bordiury na marginesach wszystkich kart[1]
- liczne drobne inicjały, interlinie i ozdobniki[1]

Zdobienia są charakterystyczne dla iluminatorstwa flamandzkiego z połowy XV wieku. Wśród licznych zgromadzonych w Bibliotece Narodowej manuskryptów godzinek Godzinki wilanowskie wyróżniają się szczególnie wysokim poziomem dekoracji malarskiej.

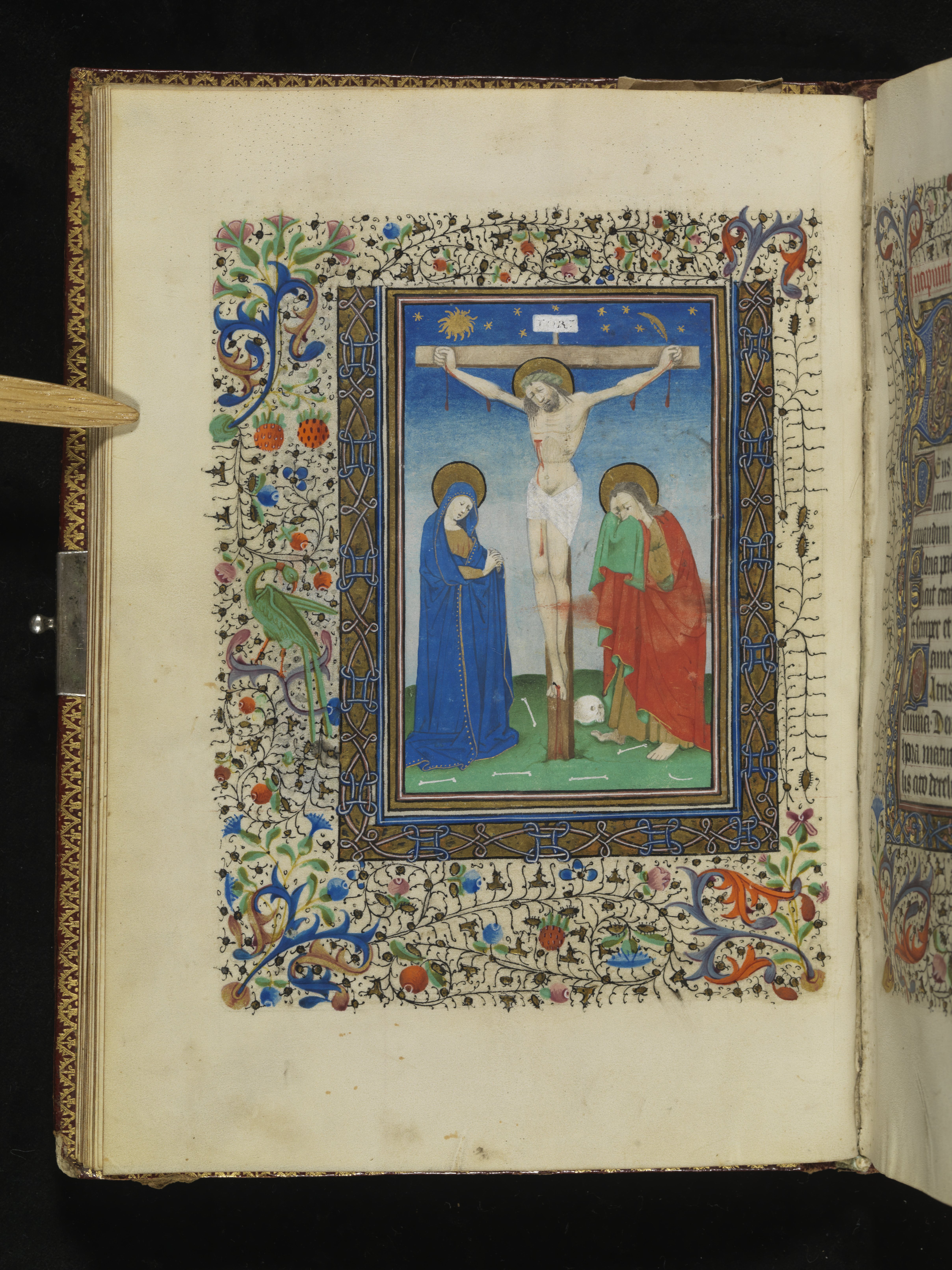
Miniatura całostronicowa (karta 22v)
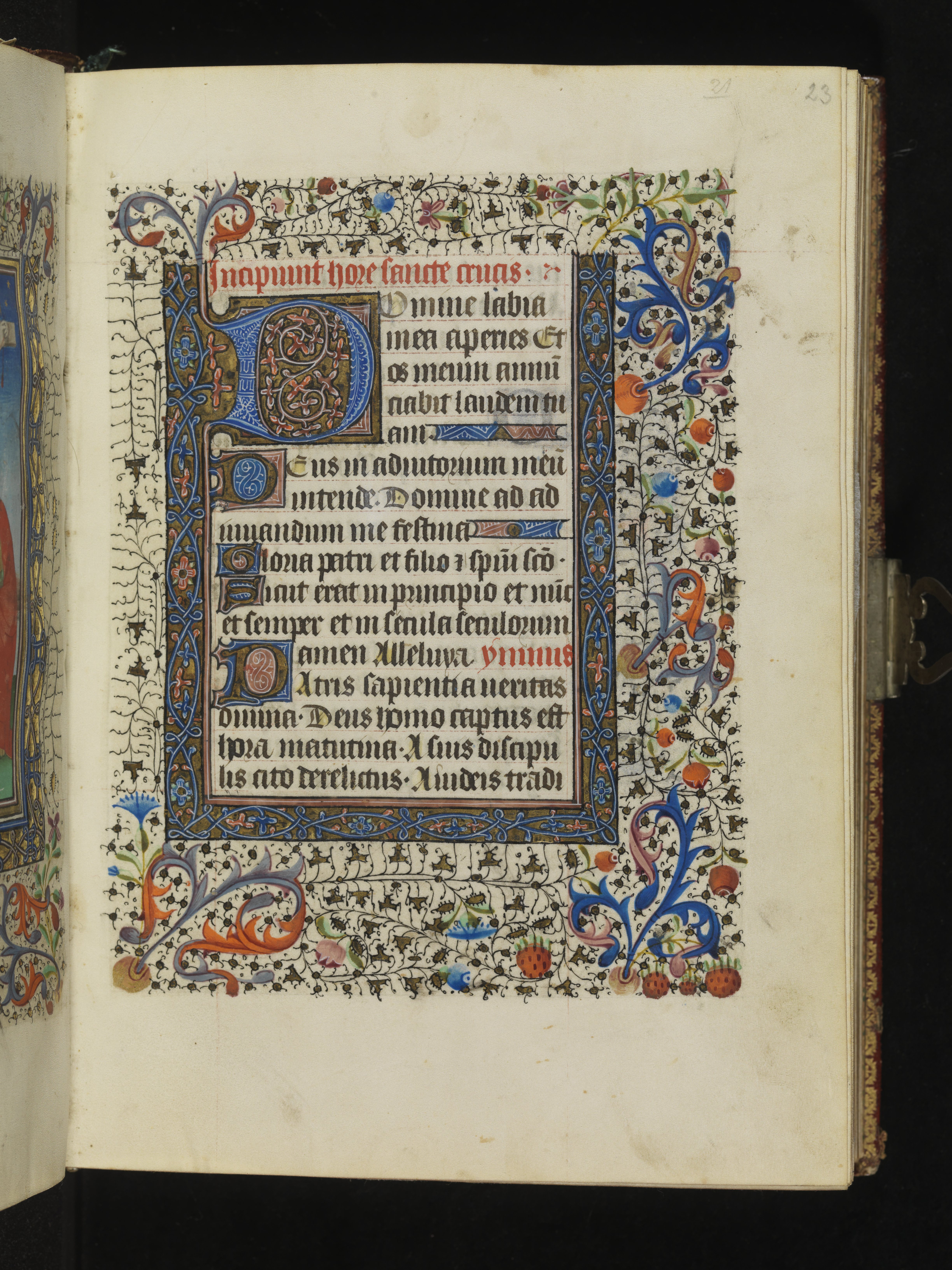
Karta otwierająca część godzinek (23r)
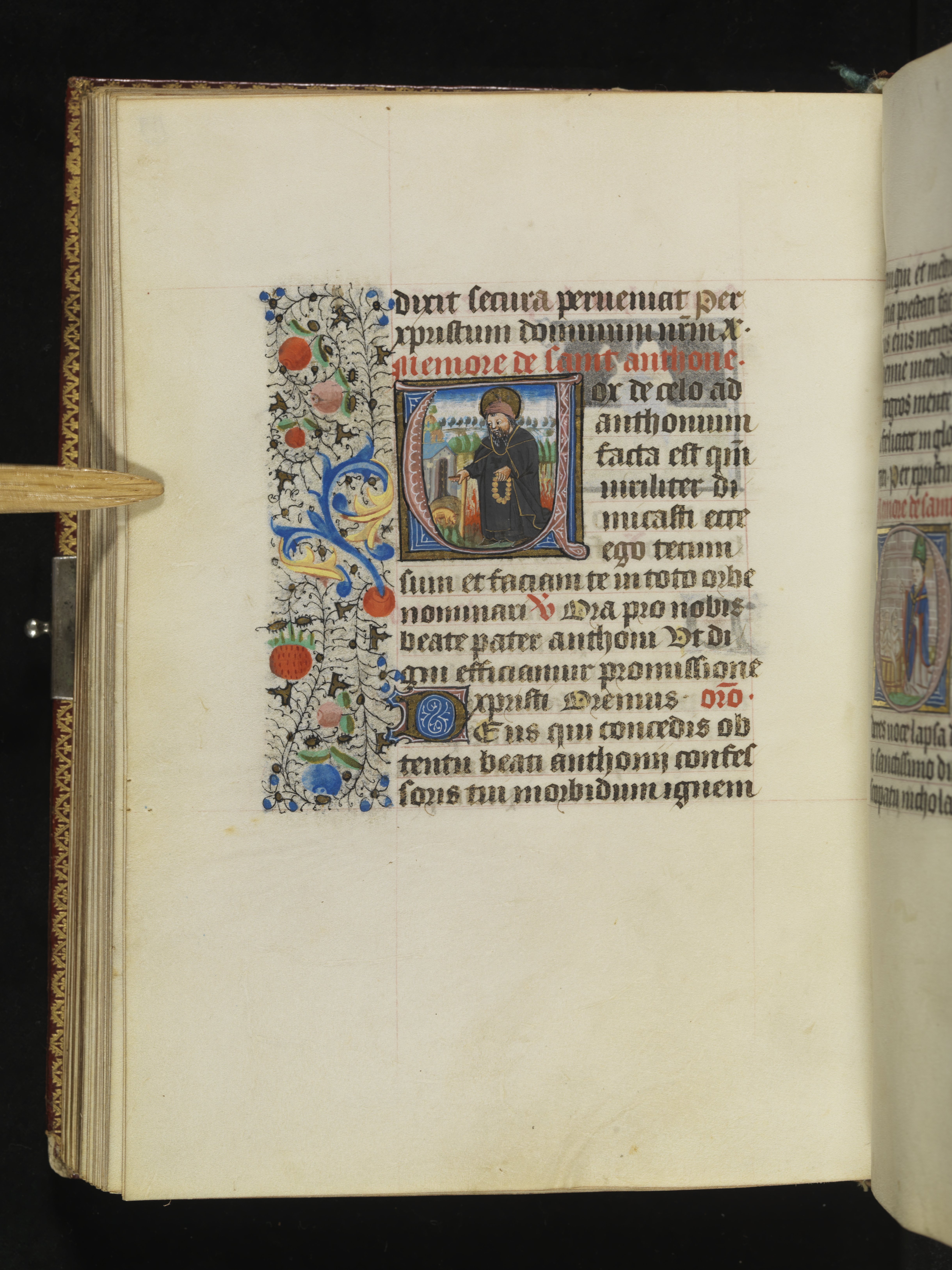
Inicjał figuralny (119v)
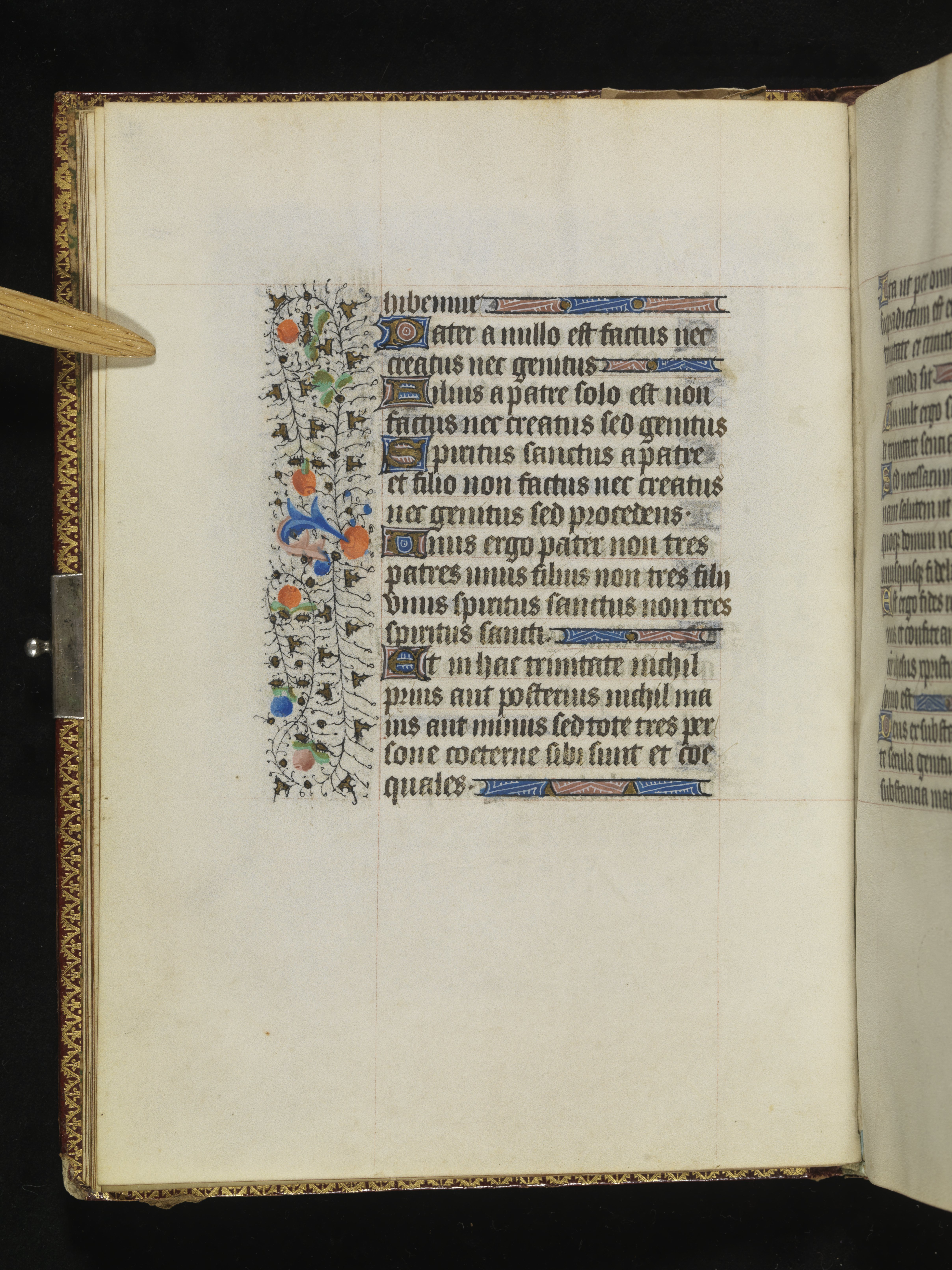
Standardowa strona z bordiurą i drobnymi inicjałami (17v)
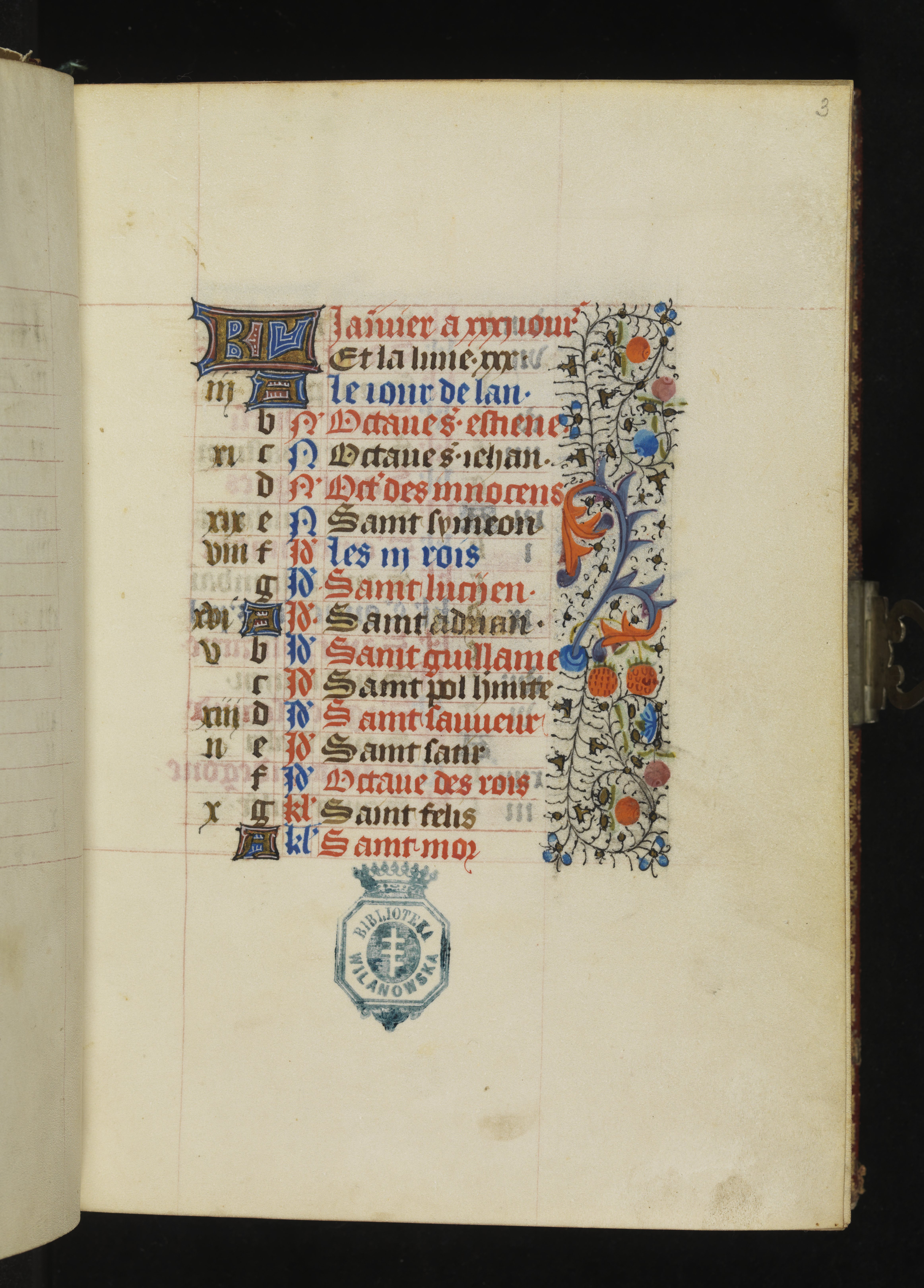
Kalendarz liturgiczny (3r)